# مقاطعة مقطع الحجار
مقاطعة مقطع الحجار هي واحدة من خمس مقاطعات ولاية براكنة في موريتانيا.

## الموقع
تقع مقاطعة مقطع لحجار ضمن ولاية البراكنة (الولاية الخامسة) وتبعد تقريبا 315 كم من نواكشوط عاصمة موريتانيا. عاصمتها بلدة مقطع الحجار.

## قائمة البلديات في المقاطعة
تتكون المقاطعة  من أربع بلديات  :
- جونابة
- مقطع الحجار
- وادي أمور
- صنكرافة

## السكان
في عام 2000، كان مجموع سكان المقاطعة 47288 نسمة (22338 رجلاً و 24950 امرأة).

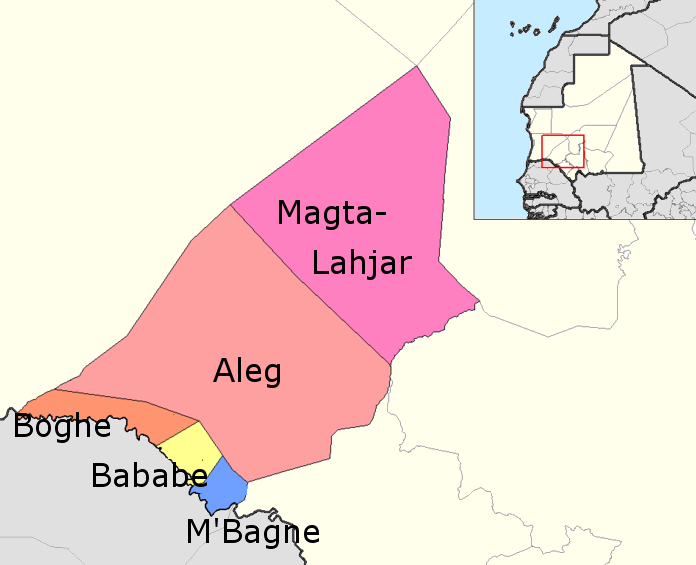
مقاطعات براكنة: مقاطعة مقطع الحجار في الشمال

## النواحي الاجتماعية والسياسية والثقافية
تعتبر إحدى أهم المقاطعات في الولاية من الناحية الاجتماعية والسياسية فهي تجمع قبلي متنوع كما تعتبر واحدة من أهم المقاطعات التي شهدت حراكا سياسيا و ثقافيا مع بداية تكون الدولة الموريتانية حيث كانت أحد معاقل الحركة الكدحية (الكادحون) في البلاد، كما تعتبر المقاطعة واحد من أكثر المقاطعات حضورا ثقافيا على مستوى الولاية من خلال المحاظر (المدارس القرآنية) التي عرفت بها وأخرجت فطاحل العلماء والأستاذة ممن كان لهم دور كبير في النهضة الثقافية و السياسية في البلاد.
وقد تقلد العديد من أبناء المقاطعة مناصب سيادية في الدولة الموريتانية الحديثة منهم على سبيل المثال لا الحصر:
- الطيب ولد بلال من أوائل المربين في المقاطعة و أول مدير لمدرسة مقطع لحجار - شاعر و أديب و عالم و وجيه اجتماعي
- عبد الله ولد كبد أحد كبار الإداريين الموريتانيين القدماء توفي 2 من نوفمبر 2011 شغل عدة مناصب وزارية و إدارية و سياسية
- محمد فال ولد بلال رأس الخارجية الموريتانية لفترة أيام حكم الرئيس ولد الطائع كما عمل سفيرا في السنغال وقطر و يعتبر واحدا من أهم مثقفي المقاطعة خاصة و البلاد عامة.

## الاقتصاد
من أهم المقاطعات من الناحية الزراعية كونها تقع على ضفاف أكبر سد في المنطقة أسس عام 1947 حيث يمارس سكان المقاطعة الزراعية الموسمية التي توفر مخزونا كبيرا من الحبوب والبقوليات كما تعتبر الزراعة المروية واحدة من النشاطات الحديثة التي بدأت تظهر في المقاطعة لتلبية الطلب المتزايد على الغذاء و اتجاه السكان للنشاط الزراعي بسبب سنوات الجفاف و النقص الحاد في الثروة الحيوانية التي كانت تعتمد عليها المقاطعة الرعوية و التي تعتمد في ذلك على السهول و الأدوية و الأمطار الغزيرة التي تشهدها المنطقة قبل سنوات الجفاف.